# Penitencial
 Una penitencial es un libro o conjunto de reglas de la iglesia concernientes al sacramento cristiano de la penitencia , una "nueva forma de reconciliación con Dios" que fue desarrollada por primera vez por los monjes celtas en Irlanda en el siglo VI d. Consistía en una lista de los pecados y las penitencias apropiadas prescritas para ellos, y servía como un tipo de manual para los confesores.

## Origen
En la Iglesia cristiana primitiva, la absolución por el pecado se concedía después de la confesión y la absolución; La reconciliación fue seguida por la readmisión a la Eucaristía . La absolución se otorgó una vez en la vida, y en temporadas determinadas del año. La penitencia pública no incluía necesariamente una declaración pública de pecado, pero fue decidida por el confesor, y hasta cierto punto estaba determinada por si la ofensa era lo suficientemente abierta o notoria para causar escándalo a otros. Oakley señala que el recurso a la penitencia pública varió tanto en el tiempo como en el lugar, y se vio afectado por las debilidades de la ley secular.La antigua praxis de la penitencia se basaba en los decretos papales y los sínodos, que se tradujeron y recopilaron en la colección medieval temprana. Sin embargo, pocas de esas reglas escritas se conservaron en las penitenciales posteriores.
Las primeras penitenciales importantes fueron las de los abades irlandeses Cummean (que basaron su trabajo en un texto monástico celta del siglo sexto conocido como Paenitentiale Ambrosianum ), Columbanus y Arzobispo de Canterbury , Theodore of Tarsus . La mayoría de las penitenciales posteriores se basan en las suyas, en lugar de en textos romanos anteriores. [4] El número de penitenciales irlandeses y su importancia se citan como evidencia del rigor particular de la espiritualidad irlandesa del siglo séptimo. [6]Walter J. Woods sostiene que "[o] en el tiempo los libros penitenciales ayudaron a reprimir el homicidio, la violencia personal, el robo y otros delitos que dañaron a la comunidad e hicieron del delincuente un objetivo de venganza". [7]
Según Thomas Pollock Oakley, las guías penitenciales se desarrollaron por primera vez en Gales, probablemente en St. David's, y se extendieron por misiones a Irlanda. [8] Fueron traídos a Gran Bretaña con la misión hiberno-escocesa y fueron presentados al Continente por misioneros irlandeses y anglosajones.

## Praxis
Cuando los sacerdotes escucharon las confesiones , comenzaron a compilar manuales no oficiales que trataban con los pecados más confesados y escribieron penitencias para esos pecados. Las penitencias variarían dada la severidad de la ofensa y el estado del pecador; de modo que la penitencia impuesta a un obispo sería generalmente más severa que la impuesta a un diácono por el mismo delito. Por robo, Cummean prescribió que un lego hará un año de penitencia; un clérigo, dos; un subdiácono tres; un diácono, cuatro; un sacerdote, cinco; un obispo, seis. 
La lista de varios actos penitenciales impuestos al pecador para asegurar la reparación incluía ayunos, postraciones, privaciones de cosas más o menos rigurosas, que de otro modo serían admisibles; También limosnas, oraciones y peregrinaciones. La duración se especificó en días, cuarentenas o años. Gildas enumera la penitencia de un monje embriagado: "Si alguien debido a la embriaguez no puede cantar los Salmos, queda estupefacto y sin habla, queda privado de la cena".
Las penitenciales recomendaron al confesor que investigue el estado mental y social del pecador. Se le pidió al sacerdote que preguntara si el pecador antes que él era rico o pobre; educado; enfermo; joven o viejo; para preguntar si él o ella había pecado voluntariamente o involuntariamente, y así sucesivamente. El estado espiritual y mental del pecador, así como su estado social, fueron fundamentales para el proceso. Además, algunas penitenciales instruyeron al sacerdote a determinar la sinceridad del pecador al observar la postura y el tono de voz.
Las penitenciales se compilaron pronto con la autorización de los obispos interesados en hacer cumplir las normas disciplinarias uniformes dentro de un distrito determinado.

## Conmutación
The Penitential of Cummean aconsejó a un sacerdote que tomara en consideración al imponer una penitencia, las fortalezas y debilidades del penitente. [12] Los que no podían ayunar estaban obligados a recitar diariamente un cierto número de salmos, a dar limosnas o realizar algún otro ejercicio penitencial según lo determinado por el confesor. [2]
Algunas penitencias podrían ser conmutadas a través de pagos o sustituciones. Mientras que las sanciones en las primeras penitenciales, como la de Gildas, fueron principalmente un acto de mortificación o, en algunos casos, excomunión, la inclusión de multas en compilaciones posteriores se deriva de la ley secular e indica que una iglesia se está asimilando a la sociedad en general. [12] La conexión con los principios incorporados en los códigos de ley, que se componían en gran parte de programas de wergeld o compensación, son evidentes. "La reincidencia siempre fue posible, y la conmutación de la sentencia por el pago en efectivo perpetuó la idea de que la salvación podía comprarse". [13]
Las conmutaciones y la intersección de la penitencia eclesiástica con la ley secular diferían de una localidad a otra. Las conmutaciones tampoco se limitaban a pagos financieros: ayunos extremos y recitación de grandes cantidades de salmosTambién podría conmutar penitencias; el sistema de conmutación no reforzaba las conexiones comunes entre pobreza y pecaminosidad, aunque favorecía a las personas de medios y educación sobre aquellas sin tales ventajas. Pero la idea de que comunidades enteras, de arriba abajo, de las más ricas a las más pobres, sometidas a la misma forma de disciplina eclesiástica es en sí misma engañosa. Por ejemplo, la carne era una rareza en la dieta de los pobres, con o sin la imposición de los ayunos eclesiásticos. Además, el sistema de penitencia pública no fue reemplazado por la penitencia privada; los penitenciales se refieren a ceremonias penitenciales públicas.